# Carlo Nicolis di Robilant
Carlo Emanuele Gabriele Nicolis di Robilant (Torino, 23 ottobre 1799 – Torino, 19 agosto 1871) fu un nobile piemontese, aiutante di campo di Carlo Alberto e sindaco di Torino nel 1837.

## Biografia
Figlio cadetto del conte Giovanni Battista (1762-1821) e di Teresa Agata Salmatoris del Villar (1772-1799), fu primo scudiere e aiutante di campo di Carlo Alberto, con il quale parteciperà alla spedizione di Spagna e alla prima guerra d'indipendenza italiana.
Nel 1830 sposò "Rosa" Lucia Radicati di Robella (1804-1830), ultima discendente del ramo. Ebbero un figlio, Carlo Alberto, padre del generale Mario.
Decurione della città di Torino dal 1826, fu nominato sindaco nel 1837, con Amedeo Chiavarina di Rubiana.
Anche il fratello Maurizio (1798-1862) fece la carriera militare fino al grado di maggior generale.